# Jagoda
Jagoda (Bulgaars: Ягода, letterlijk vertaald "Aardbei") is een dorp in de Bulgaarse gemeente Maglizj, oblast Stara Zagora. Het dorp ligt hemelsbreed 13 km ten noorden van Stara Zagora en 184 km ten zuidoosten van Sofia.

## Bevolking
Op 31 december 2020 telde het dorp 1.555 inwoners, een lichte stijging van 33 personen ten opzichte van 1.522 inwoners in 2011. In 1992 werd het bevolkingsrecord van 1.555 personen bereikt.
| 1934 | 1946 | 1956 | 1965 | 1975 | 1985 | 1992 | 2001 | 2011 | 2020 |
| ---- | ---- | ---- | ---- | ---- | ---- | ---- | ---- | ---- | ---- |
| 1202 | 1302 | 2216 | 2746 | 2592 | 2667 | 3057 | 2883 | 1522 | 1555 |

In 2011 identificeerden 1.199 van de 1.431 ondervraagden zichzelf als etnische Bulgaren (83,8%). De grootste minderheden waren de 154 etnische Turken (10,8%) en de 52 Roma (3,6%).
| Etnische samenstelling van de respondenten (2011) | Etnische samenstelling van de respondenten (2011) | Etnische samenstelling van de respondenten (2011) | Etnische samenstelling van de respondenten (2011) | Etnische samenstelling van de respondenten (2011) |
| ------------------------------------------------- | ------------------------------------------------- | ------------------------------------------------- | ------------------------------------------------- | ------------------------------------------------- |
|                                                   |                                                   |                                                   |                                                   |                                                   |
| Bulgaren                                          | Bulgaren                                          |                                                   | 83,8%                                             | 83,8%                                             |
| Turken                                            | Turken                                            |                                                   | 10,8%                                             | 10,8%                                             |
| Roma                                              | Roma                                              |                                                   | 3,6%                                              | 3,6%                                              |
| Anders/Onbekend                                   | Anders/Onbekend                                   |                                                   | 1,8%                                              | 1,8%                                              |

Van de 1.522 inwoners die in februari 2011 werden geregistreerd, waren er 191 jonger dan 15 jaar oud (12,5%), gevolgd door 892 personen tussen de 15-64 jaar oud (58,6%) en 439 personen van 65 jaar of ouder (28,8%).